# Vince Watson
Pour les articles homonymes, voir Watson.
Vince Watson est un disc jockey et producteur britannique de musique électronique. Son style personnel se rapproche de la techno de Détroit. Il est le fondateur en 2000 du label Bio Music, et a notamment enregistré sur les labels F... U! FCOM et Planet E.

## Biographie
Son apprentissage musical commence à l'âge de 7 ans avec le piano, puis la rencontre vers 1987 avec le hip-hop, l'electro et Jean-Michel Jarre. Son intérêt pour la musique électronique s'est concrétisé par un passage au Stow College de Glasgow, où il se forme aux nouvelles technologies du son utilisant la norme MIDI. Diplômé en 1993 en Technologie de la musique (Music Technology), il se lance ensuite dans la production.
En 1987-1988, alors que la house se fait un nom, Vince commence immédiatement à expérimenter genres musicaux qui ne sont pas dans le courant dominant, à savoir la techno de Détroit et d'autres musiques électroniques avancées. Au début des années 1990, la technologie de la création musicale évolue, ce que Watson apprend à Glasgow lorsqu'il étudie à la Royal Academy of Arts, Music and Drama (Académie royale des arts, de la musique et de l'art dramatique). Il y étudie dans le département des technologies musicales, tout en apprenant à jouer du clavier. La carrière de Watson débute dans la discothèque d'une école locale qui avait besoin d'un DJ pour les soirées dansantes du week-end. Vince se rend vite compte qu'avec sa remarquable collection de disques, qui différencie le propriétaire de tous les aspirants DJ locaux, il vaut la peine d'envisager un travail professionnel sérieux.
En 1995, l'une de ses premières démos reçoit un écho favorable de Dave Angel qui l'invite sur son label Rotation. S'ensuivent plusieurs EP et un premier album, Biologique, en 1999.
En 2004, Vince fonde un autre label, Subconscious Elements, en plus de son label Bio Music. L'idée de ce nouveau label était de publier de la musique électronique plus sensuelle, avec des morceaux d'artistes tels que Carsten Fietz, Noah Pred, Audibelle et Paul Mac  formant la base des premières sorties. Le lancement de la nouvelle société est un succès notable. Par exemple, la musique de Paul Maca est devenue un élément fréquent des sets de François K, Derrick May et Laurent Garnier.
Subconscious Elements évolue ensuite pour devenir Bio Elements, se spécialise dans les sorties en réseau et, après un certain temps, cesse ses activités, tout comme Bio Music. Tous les produits de leur label restent disponibles sur iTunes et d'autres ressources majeures de musique en ligne.

## Discographie
- 1999 : Biologique (Alola)
- 2002 : Moments in Time (Alola)
- 2005 : Echoes from the Future: View to the Past (Bio Music)
- 2005 : Sublimina (Headspace)
- 2006 : The eMotion Sequence (Delsin)
- 2012 : Every Soul Needs a Guide (Everysoul)